# ألين إدوين تومسون
ألين إدوين تومسون هو سياسي كندي، ولد في 9 يونيو 1855 في لوياليست في كندا، وتوفي في 12 فبراير 1910 في لوس أنجلوس في الولايات المتحدة.